# Henry Rathbone
Henry Reed Rathbone (Albany, 1 juli 1837 - Hildesheim, 14 augustus 1911) was een Amerikaans militair en diplomaat die aanwezig was bij de moord op president Abraham Lincoln.

## Moord op Abraham Lincoln
Rathbone, een majoor in de Amerikaanse Burgeroorlog, accepteerde op 14 april 1865 een uitnodiging van de bevriende president om een theaterstuk bij te wonen in Ford's Theatre, nadat andere uitgenodigden hadden afgewezen. Samen met zijn verloofde Clara Harris en first lady Mary Todd Lincoln was hij aanwezig in de presidentiële loge toen John Wilkes Booth de president neerschoot.
Rathbone probeerde de ontsnapping van Booth te verijdelen, maar werd in een worsteling door Booth in zijn linkerarm gestoken, waarna Booth vanaf de loge op het podium sprong. Rathbone verloor zoveel bloed dat hij later op de dag het bewustzijn verloor.

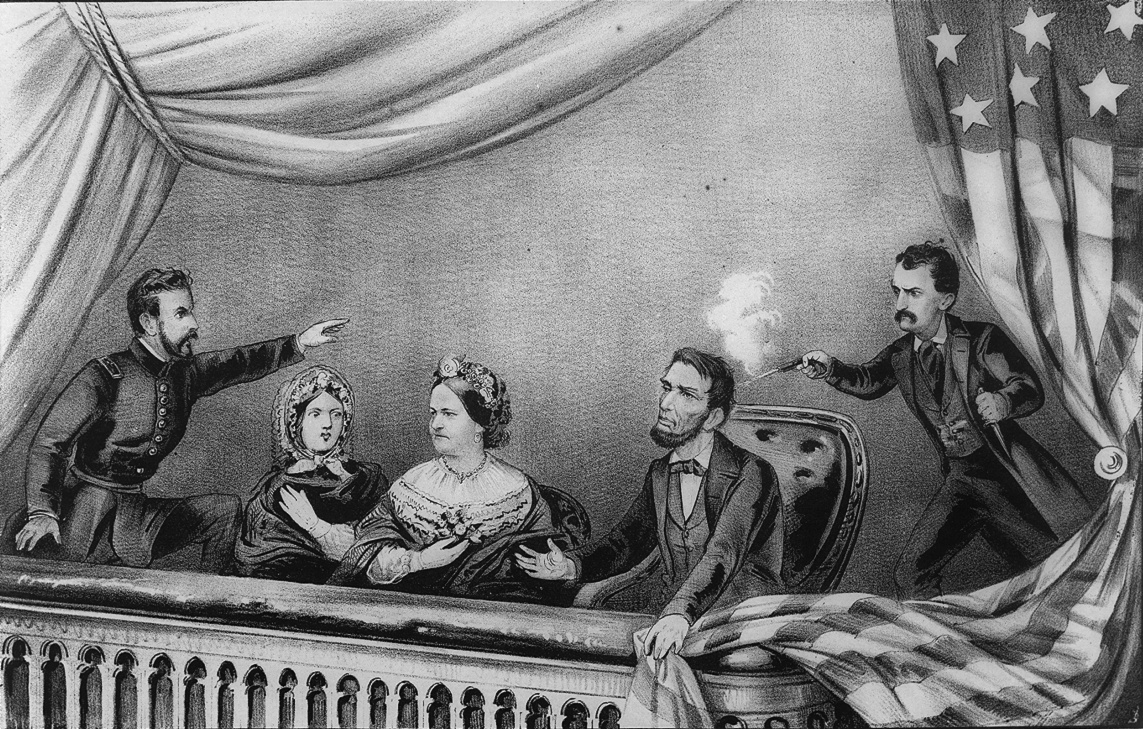
De moord op Abraham Lincoln. Van links naar rechts: Henry Rathbone, Clara Harris, Mary Todd Lincoln, Abraham Lincoln en John Wilkes Booth. Hoewel het op deze prent lijkt alsof Rathbone de moord probeerde te verijdelen was hij pas op de hoogte van de aanslag toen het schot gelost werd.

## Moord op Clara Harris
In de jaren na de moord ging zijn geestelijke gesteldheid erop achteruit. In 1867 trouwden Rathbone en Harris en in 1870 nam Rathbone, intussen kolonel, ontslag bij het leger. Hierna ging hij aan de slag als diplomaat en verhuisde hij naar de Duitse provincie Hannover als Amerikaans consul. 
Op 14 april 1883 vermoordde hij zijn vrouw in een vlaag van waanzin terwijl ze hun kinderen probeerde te beschermen. Een poging tot zelfmoord mislukte. Rathbone werd krankzinnig verklaard en verbleef voor de rest van zijn leven in een Duits gesticht, waar hij op 14 augustus 1911 overleed.